# 正义路
39°54′11″N 116°24′02″E / 39.90308°N 116.40061°E
正义路是位于中国北京市东城区西部的一条道路。

## 简介
正义路北起东长安街，南到前门东大街。明朝初年，御河南出皇城后，放弃了向东南的通惠河故道，改沿新辟的河道一直向南，穿过正阳门东水关，进入北京内城南护城河。清朝光绪时，河两岸分别称“东河沿”、“西河沿”。河上有三座桥，靠近东长安街处为北御河桥，江米巷（东交民巷）处为中御河桥，北京内城南城墙（今前门东大街）北侧为南御河桥。
明朝，在北御河桥南侧的东、西两岸各立有一座牌坊，其额分别题有“御河东堤”、“御河西堤”，岸边垂柳依依。所谓“御河新柳暗如烟，万缕长条碧可怜。”明朝崇祯二年（1629年），清军攻入长城，京师戒严，“守城官军御寒无具，尽砍为薪，仅存翰院墙东一带矣。”垂柳由此被砍伐几尽。
清朝末期，这段御河被划入外国使馆界。1901年，使馆界拆除了南御河桥，将御河河床加盖改为暗沟，以作六国饭店的停车场。1906年，使馆界将原来的正阳门东水关洞口扩建改为城门。1924年，有轨电车刚通车时，此地设有“御河桥”站。1926年，将中御河桥以北至东长安街一段御河改为暗沟，路面中央辟为绿化带，原来的东河沿、西河沿成为绿化带两侧道路。1930年代，南河沿改为暗沟后，北御河桥也被拆改为马路。随着御河两岸修筑马路，路名也多次变化，曾有“坟拿儿路”、“英国路”、“协和路”等称呼。抗日战争胜利以后，民国三十六年（1947年）时，御河东侧路称“正义路”，西侧路称“兴国路”。中华人民共和国成立后，两侧道路统一命名为“正义路”，道路中间辟为街心绿地。
正义路2号，原为清朝肃亲王府。八卦掌大师董海川曾一度藏在肃亲王府内。曾为北京市人民政府的所在地，内有日本使馆旧址。

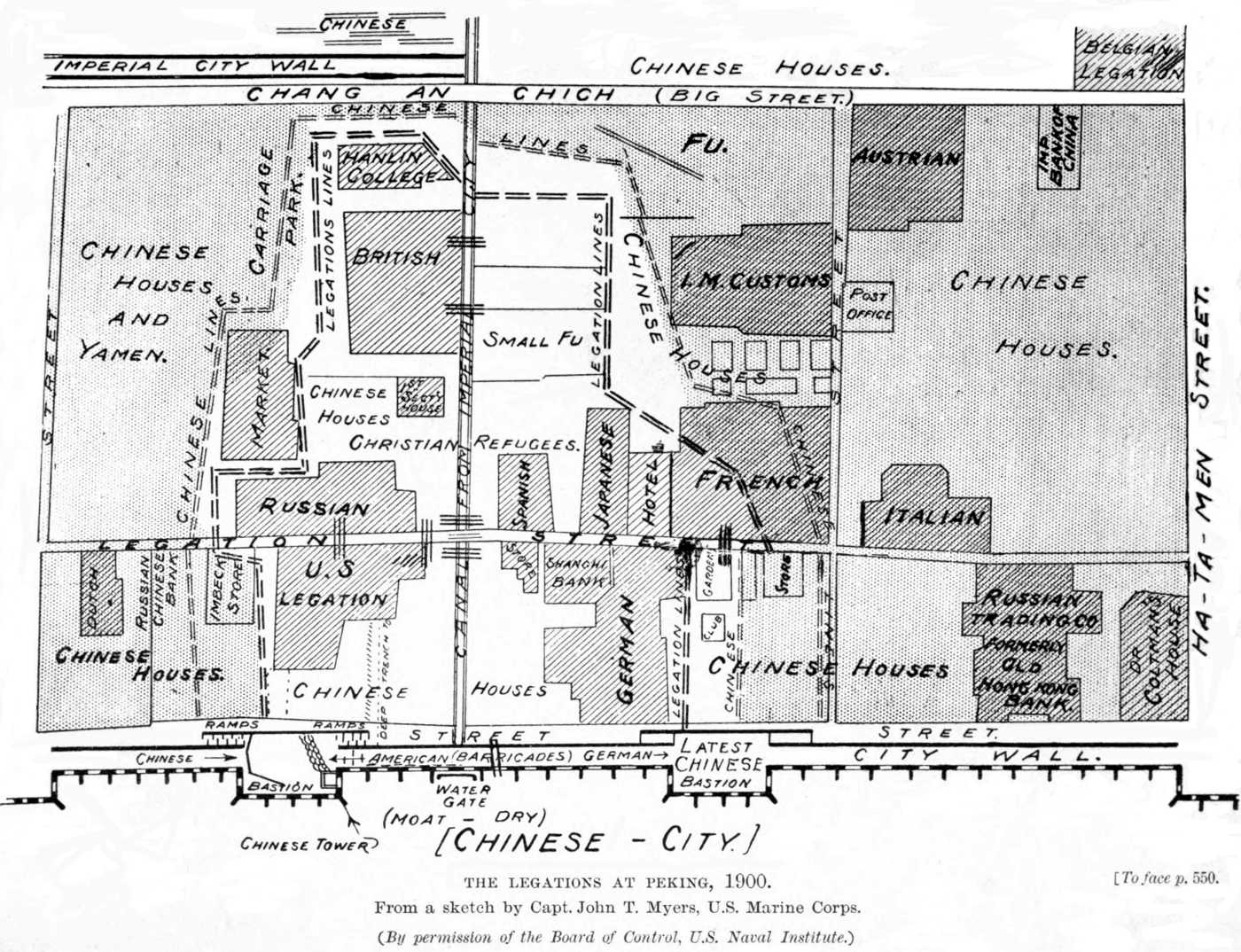
1900年前后的使馆界。图中可见“CANAL FROM IMPERIAL”，即御河。
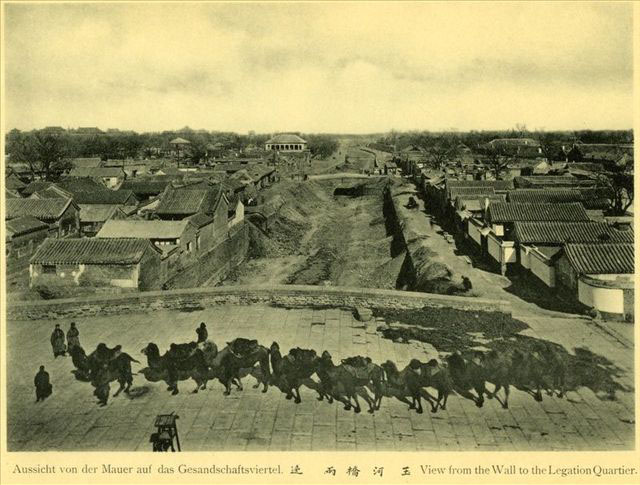
从北京内城南城墙北望御河。近为南御河桥，远为中御河桥。远处河西侧的西洋建筑为英国使馆。摄于1900年到1903年间。
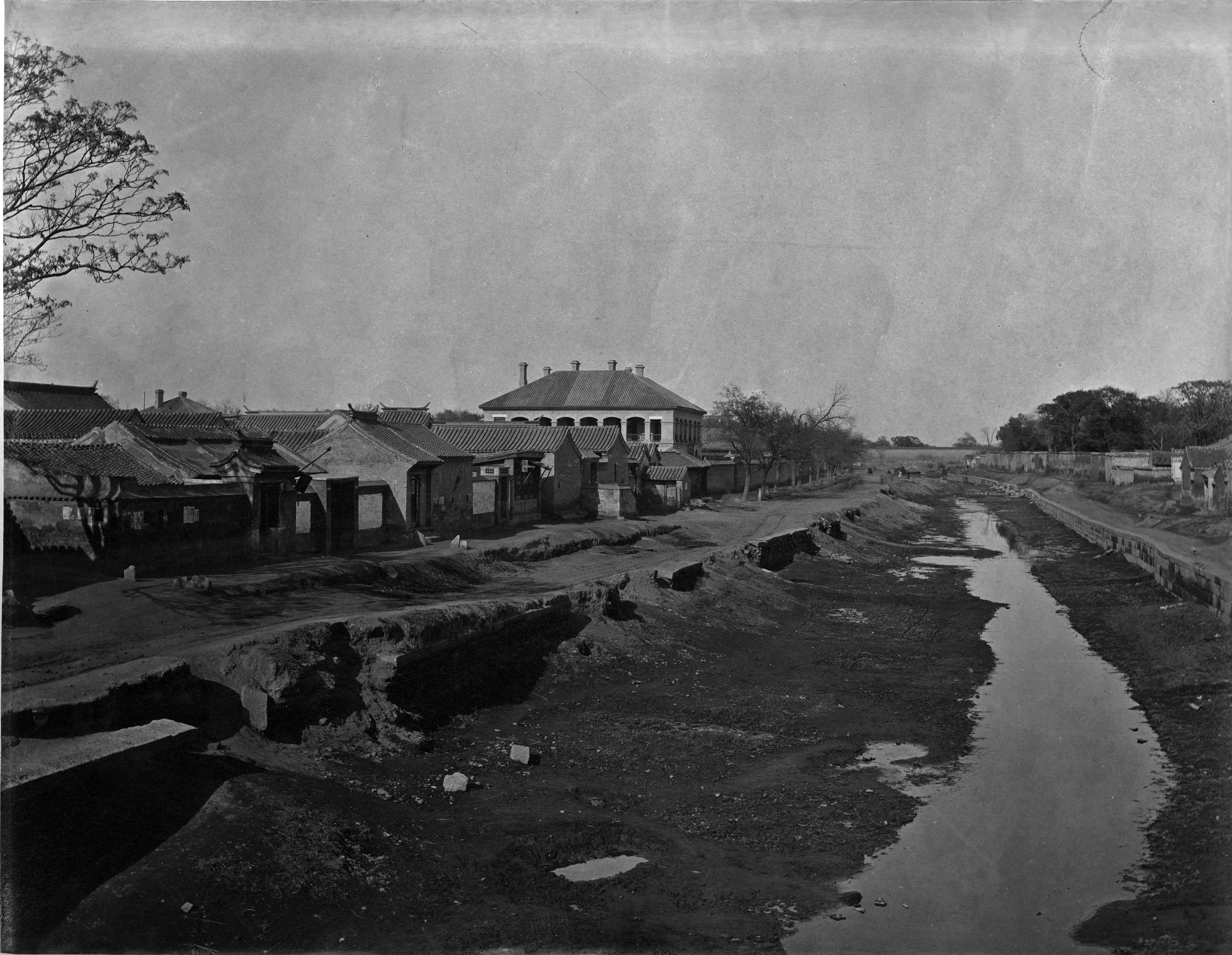
站在中御河桥向北拍摄。近处西洋建筑为英国使馆。
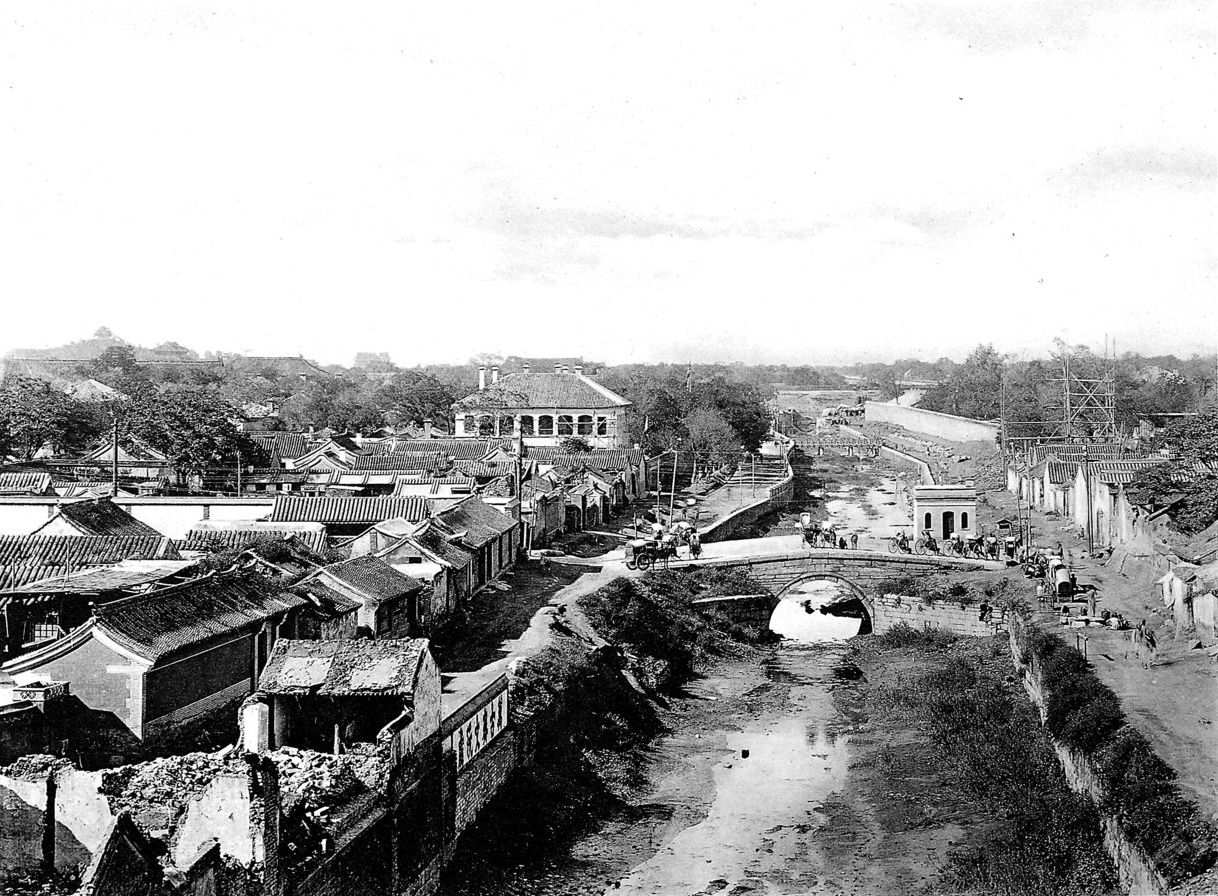
近处为中御河桥，远处西洋建筑为英国使馆。
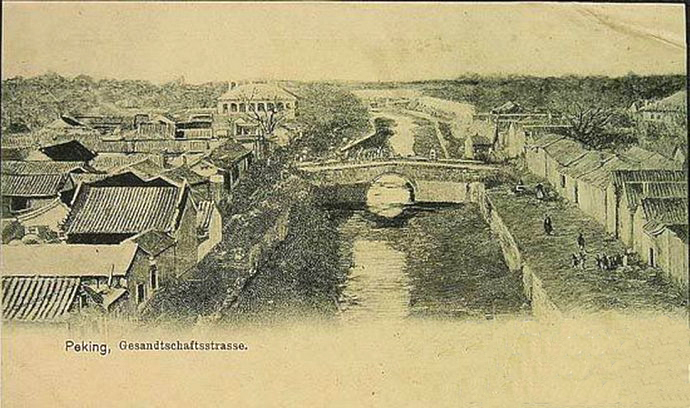
近处为中御河桥，远处西洋建筑为英国使馆。
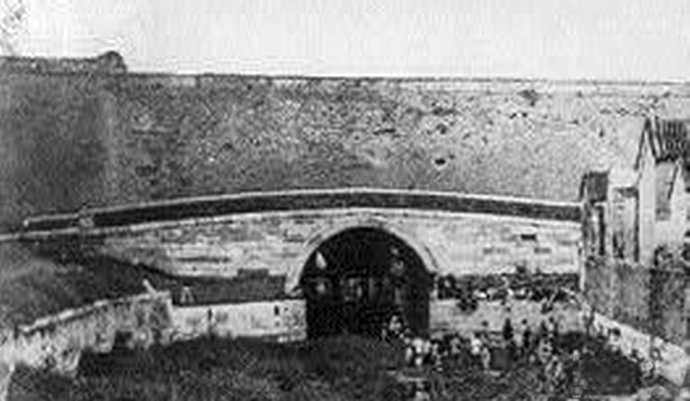
南御河桥及桥南侧北京内城南城墙上的正阳门东水关。
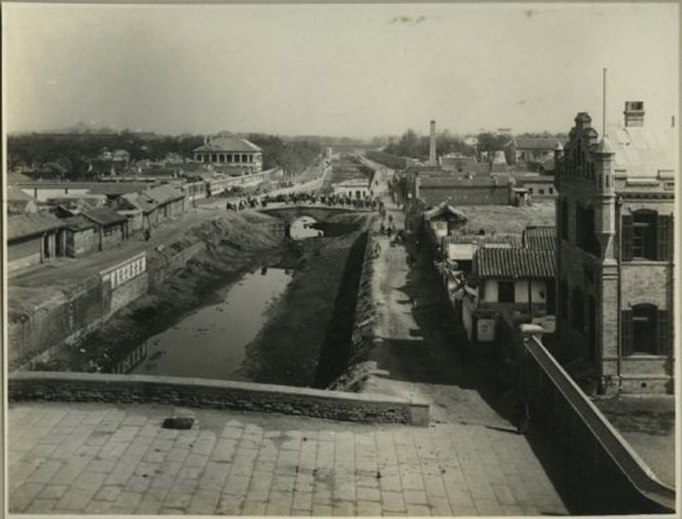
近处为南御河桥，远处为中御河桥。远处河西侧的西洋建筑为英国使馆。
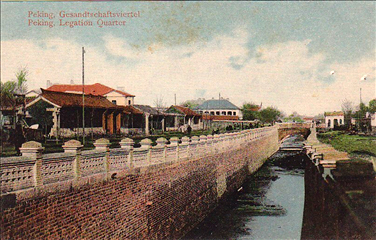
清朝明信片上的使馆区内的御河。河上为中御河桥。远处青顶建筑为英国使馆。
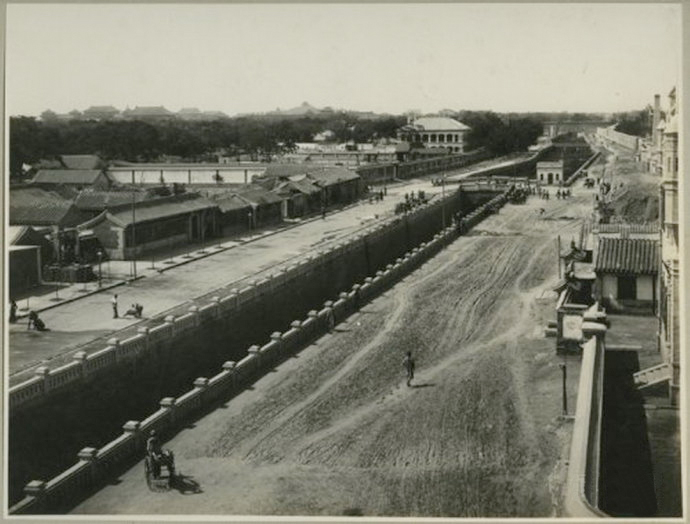
近处为中御河桥，远处西洋建筑为英国使馆。
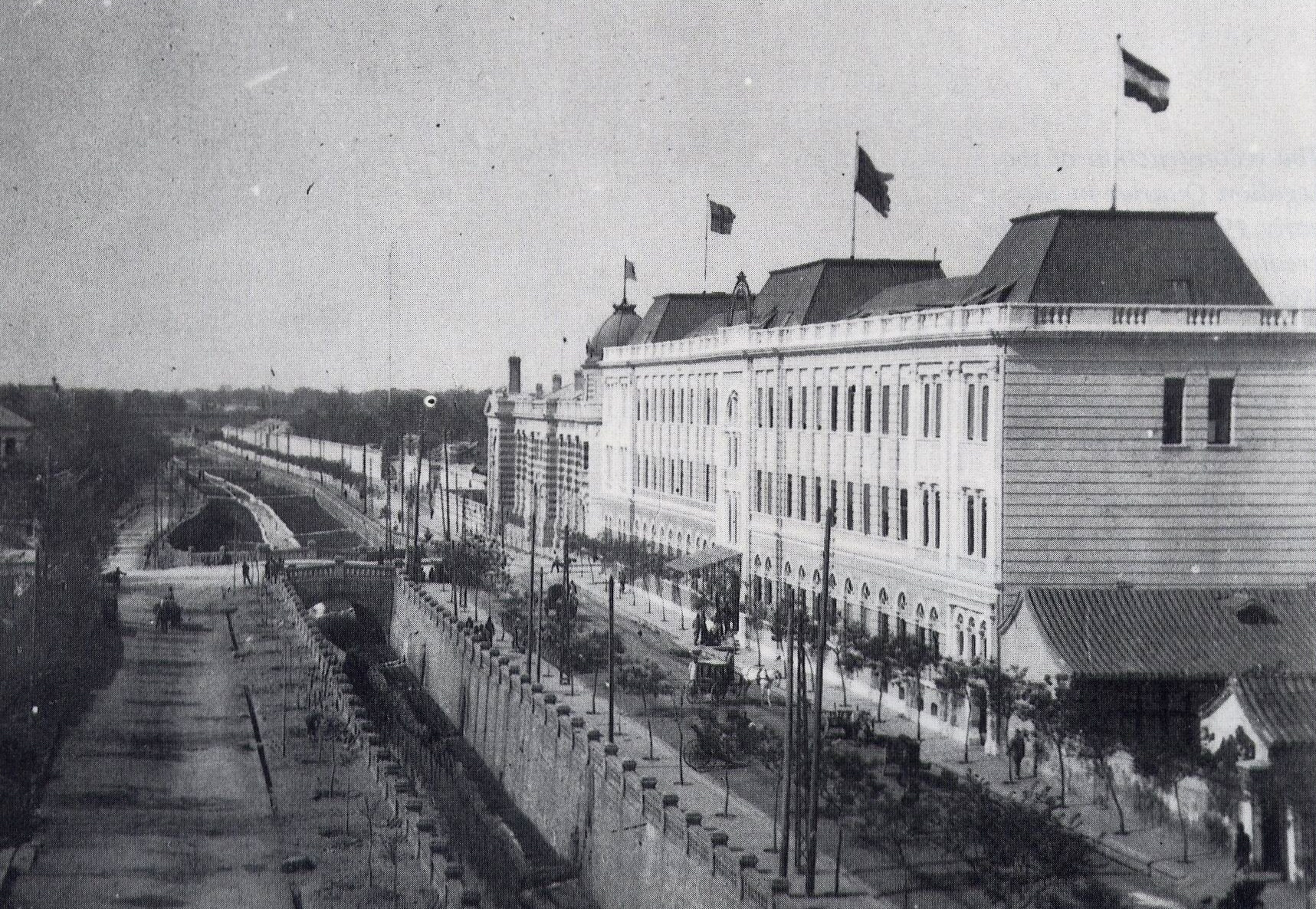
六国饭店前的御河。河上为中御河桥。
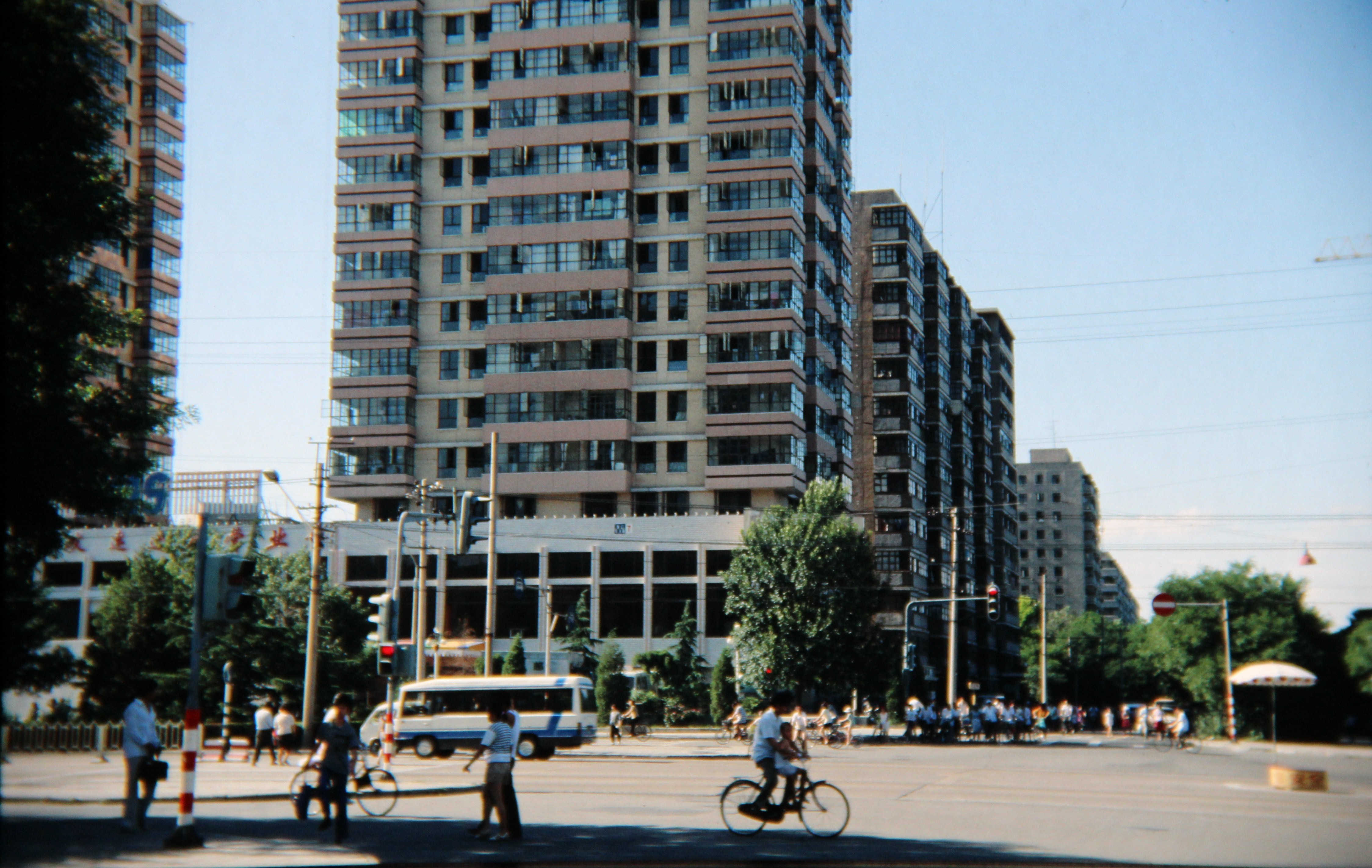
1991年正义路与前门东大街交口西侧的前门东大街7号院